# Vanessa Robbiano
Vanessa Robbiano Montes (Piura, 13 de noviembre de 1976) es una actriz peruana.

## Biografía
En 1991, participó en el reality show La paquita peruana, dos años después, empezó a actuar en la serie El ángel vengador: Calígula junto a Julián Legaspi.
En 1994, participó en las series Escuela de la Calle (Pirañitas) y El Negociador (1994) de Panamericana Televisión, también participó en el cortometraje 1482 (10 Años Antes).
En 1996, fue parte de Tribus de la calle, de ATV, al año siguiente participó en la película Eruption y en la novela Todo se Compra, Todo se Vende.
En 1999, fue parte de las películas Imposible Amor y Ciudad de M; además participó en la telenovela Isabella, mujer enamorada junto a Christian Meier y Ana Colchero.
En el 2004, participó en la telenovela Culpable de este amor de Telefe; además fue parte de Historias breves IV: Infierno grande, película argentina. Al año siguiente coprotagonizó Amarte así de Telemundo y la película Corazón voyeur de Néstor Lescovich.
En los últimos años ha participado en series como Televisión x la inclusión (2011) y Historias de corazón (2013) en Argentina, país donde se desempeña en el cine y televisión.

## Carrera

### Cine
- Margarita (2009) Directora.
- Detrás de mis ojos (2007) como Gabriela.
- Corazón voyeur (2005)
- Historias breves IV: Infierno grande (2004)
- Proof of Life (2001)
- Muerto de Amor (2002) como Berenice.
- El bien esquivo (2001)
- Imposible Amor (1999) como Isabel.
- Ciudad de M (1999) como Silvana.
- Puta Madre, López (1999)
- Fast Love (1998)
- No se lo digas a nadie (1998) como Lucy.
- Eruption (1997) como María.
- 1482 (10 Años Antes) (1994)

### Televisión
- Historias de corazón, capítulo 26: "Cuidado con lo que deseas" (2013)
- Televisión x la inclusión (2011)
- Amanda O (2008)
- Durch Himmel und Hölle (2007)
- Amarte así (2005) como Carmen.
- Culpable de este amor (2004)
- Dr. Amor (2003) como Susana.
- Muerto de amor (2002) como Berenice.
- Isabella, mujer enamorada (1999) como Valeria Millet.
- Apocalipsis (1998)
- Leonela, muriendo de amor (1998)
- Todo se compra, todo se vende (1997)
- La Noche (1997)
- Tribus de la calle (1996)
- Escuela de la calle (Pirañitas) (1994).
- El Negociador (1994)
- El ángel vengador: Calígula (1993)

### Conducción
- Voces Libres (2001)
- Zona de Impacto (1994)
- Surfari Latino (1993)

### Teatro
- Asunto de tres (2002)[3]